# The Beacon Street Collection
The Beacon Street Collection är No Doubts andra studioalbum, utgivet i mars 1995. Återutgiven 21 oktober 1997.

## Låtförteckning
1. "Open the Gate"   (Eric Stefani, Gwen Stefani, Tom Dumont, Tony Kanal, Adrian Young) - 3:40
2. "Blue in the Face"   (E. Stefani) - 4:35
3. "Total Hate 95 (ft. Sublime)"   (John Spence, Chris Leal, Gabriel Gonzalez) - 3:18
4. "Stricken"   (E. Stefani, Kanal, G. Stefani, Dumont) - 4:06
5. "Greener Pastures"   (Kanal, G. Stefani) - 5:05
6. "By the Way"   (Dumont, G. Stefani) - 4:29
7. "Snakes"   (Kanal, G. Stefani) - 4:37
8. "That's Just Me"   (Eric Keyes, E. Stefani) - 4:08
9. "Squeal"   (E. Stefani) - 2:38
10. "Doghouse"   (E. Stefani) - 4:26

## Musiker
- Gwen Stefani – sång
- Tom Dumont – gitarr
- Tony Kanal – elbas
- Adrian Young – percussion, trummor

'Övriga personer:
- Bradley Nowell - sång
- Phil Jordan - trumpet
- Gabrial McNair - percussion, trombon
- Eric Carpenter - saxofon